# Ulica Marymoncka w Warszawie
Ulica Marymoncka – ulica w warszawskiej dzielnicy Bielany, biegnąca od skrzyżowania z ul. Stefana Żeromskiego i ul. Juliusza Słowackiego do Trasy Mostu Północnego.

## Opis
Historia ulicy sięga 1819 roku, kiedy ukończono budowę Szosy Zakroczymskiej, pokrywającej się w części przebiegu z obecną ul. Marymoncką. W późniejszych latach była ona dodatkowo utwardzana oraz obsadzana drzewami. Przez pewien czas część ulicy (do Rogatek Marymonckich) nosiła także nazwę Mikołajewska.
W latach 1926–1932 na terenach dawnego carskiego poligonu powstało osiedle domów Zdobycz Robotnicza. W 1927 rozpoczęto budowę torowiska kolei młocińskiej, która kursowała tędy do 1943. Po podjęciu w 1938 decyzji o likwidacji lotniska mokotowskiego na polach południowych Młocin rozpoczęto budowę lotniska bielańskiego.
Do 1939 początkowym odcinkiem ulicy Marymonckiej była obecna ul. Juliusza Słowackiego. W 1953 wybudowano po wschodniej stronie ulicy linię tramwajową, uruchomiono ją 7 listopada tego samego roku. Początkowo kursowała nią linia „28” z pętli przy ulicy Potockiej do nieistniejącego obecnie krańca Młociny.
W czasie okupacji niemieckiej nazwę ulicy zmieniono na Modlinerstrasse, mieszkańcy nie używali jednak tej nazwy.
W II połowie lat 50. na terenach dawnego lotniska rozpoczęła się budowa osiedla Wrzeciono (tzw. Młociny-Brzeziny).
W czasach PRL, do reformy sieci drogowej w 1985 roku, była fragmentem drogi państwowej nr 10 i drogi międzynarodowej E81.
Ulica na całej długości posiada dwa pasy ruchu w obie strony oddzielone pasem zieleni oraz torowisko tramwajowe usytuowane po wschodniej stronie ulicy. Wzdłuż niemal całej ulicy Marymonckiej wytyczona jest droga rowerowa, zarówno po wschodniej jak i zachodniej stronie. W całości jest fragmentem drogi wojewódzkiej nr 637.

## Ważniejsze obiekty
- Stacja metra Słodowiec
- Instytut Meteorologii i Gospodarki Wodnej (ul. Podleśna 61)
- Akademia Wychowania Fizycznego Józefa Piłsudskiego w Warszawie (nr 34)
- Szpital Bielański (ul. Cegłowska 80)
- Las Bielański
- Cmentarz Żołnierzy Włoskich
- Centrum Medycznego Kształcenia Podyplomowego
- Stadion Hutnika Warszawa